# Vinkeveen en Waverveen
Vinkeveen en Waverveen is een voormalige gemeente in de Nederlandse provincie Utrecht.
Op 1 januari 1841 werden de gemeenten Vinkeveen en Waverveen samengevoegd. Deze gemeente heeft tot 1 januari 1989 bestaan toen ze samen met de gemeenten Mijdrecht en Wilnis opging in de nieuwe gemeente De Ronde Venen.